# 爱国者 (美国革命)
爱国者（或称为美国辉格党、革命党、大陆会议派、反叛者）是指美國革命期间英属十三殖民地境內暴力反抗英国统治的人，同时他们在1776年7月宣布美利坚合众国独立。他们的反抗受到托马斯·杰斐逊、亚历山大·汉密尔顿、托马斯·潘恩等人影響。
爱国者们作为一个群体，代表了广泛的社会、经济、民族和种族背景。他们之中有律师，如约翰·亚当斯和亚历山大·汉密尔顿；有庄园主，如托马斯·杰斐逊；有商人，如亚历山大·麦克杜格尔；以及一般农民，如丹尼尔·谢斯和约瑟夫·普拉姆·马丁。

## 用辞
1768年后，对英国法规的批评者自称为「辉格党」，将自己与同样支持相同殖民地政策的英国辉格党成员相对应（包括了激进辉格党和爱国辉格党）。《牛津英語詞典》中“爱国者”的第三个定义是“积极抵抗占领他/她祖国的敌军的人；一个抵抗运动的成员，自由斗士。 最初用于指美国独立战争中抵抗和与英国战斗的人。”此词最早的使用是1773年一封来自本杰明·富兰克林的信。在当时的英国，“爱国者”含有负面含义，塞缪尔·约翰逊说，此词被用来攻击“一个参与结党闹事干扰政府的人。”
仍然忠于国王的殖民地人民称他们自己为保皇党，“托利派”，或者“国王的人”。

## 影响
许多爱国者在1775年之前以小组为单位活动，如自由之子。当今美国所指的爱国者中最突出的领导者为美国开国元勋。爱国者们来自许多不同的背景。爱国者群体中最活跃的当属受到良好教育和相当富有的人。然而，没有一般民众的支持，如农民，律师，商人，女裁缝，主妇，店主，牧师，独立斗争将会失败。
2000年历史学家罗伯特·卡尔霍恩说，历史学家们的共识为，十三个殖民地中，40%到45%的白人群体支持爱国者事业，15%到20%支持保皇主义，余下的人中立或低调。 因为白人人口有大约250万人，所以保皇党人数大概有38万到50万人之间。由于大约只有8万保皇党在1775-1783年离开美洲，他们中大部分人留在美洲。这些人走去加拿大，英国，佛罗里达或西印度群岛，但有些人最终还是回归。

## 无代表，不纳税
爱国者派反对立法院的课税，因为在纳税人中没有代表出席。“无代表，不纳税”是他们的口号，特指在英国议会中他们缺少代表席位。英国反驳到认为是有“实际代表”的，所有议会成员均代表所有大英帝国公民的利益。
虽然某些爱国者宣称忠于国王，但是也认为地方议会应当管理与殖民地相关的政策。殖民地应当自行管理事务。实际上，法国印第安人战争前的一段“有益的忽视”政策时期，他们就已经开始管理自身事务了。一些激进爱国者在税吏和海关官员身上涂柏油和黏羽毛，使之处境危险；这种行为在爱国者聚集点波士顿尤为流行，但在这里，这种行为也最早止住。

## 杰出爱国者名单
下列个人中，大多数在美国革命中身兼多职。

### 政治家和公职人员
- 托马斯·杰斐逊
- 约翰·亚当斯
- 约翰·迪金森
- 本杰明·富兰克林
- 乔纳森·希普利
- 威廉·帕卡

### 檄文执笔者和活动家
- 塞缪尔·亚当斯
- 亚历山大·汉密尔顿
- 威廉·莫林诺
- 提摩西·梅拉克
- 托马斯·潘恩
- 保罗·里维尔
- 帕特里克·亨利
- 塞缪尔·普雷斯科特
- Molly Pitcher（英语：Molly Pitcher）
- 罗杰·谢尔曼
- Philip Mazzei（英语：Philip Mazzei）

### 军官
- 彌敦內爾·格連
- Nathan Hale
- Francis Marion
- Andrew Pickens
- 丹尼爾·摩根
- James Mitchell Varnum
- Joseph Bradley Varnum
- 乔治·华盛顿
- 约翰·保罗·琼斯
- Thomas Sumter
- Francis Vigo
- Elijah Isaacs